# Gracie Films
Gracie Films är ett amerikanskt produktionsbolag för film och tv. Bolaget skapades 1986 av James L. Brooks, och det har sedan dess stått bakom ett flertal framgångsrika produktioner - däribland Livet från den ljusa sidan, Jerry Maguire och Spanglish. Mest framgång har man dock nått med den animerade tv-serien Simpsons.